# آدالبرت فردریش
آدالبرت فردریش (انگلیسی: Adalbert Friedrich; ۱۰ ژوئن ۱۸۸۴ – ۴ ژوئیهٔ ۱۹۶۲) بازیکن فوتبال اهل آلمان بود.
از باشگاه‌هایی که در آن بازی کرده‌است می‌توان به باشگاه فوتبال لوکوموتیو لایپزیگ اشاره کرد.
وی همچنین در تیم ملی فوتبال آلمان بازی کرده‌است.